# Ilex hypoglauca
Ilex hypoglauca är en järneksväxtart som beskrevs av Ludwig Eduard Loesener. Ilex hypoglauca ingår i släktet järnekar, och familjen järneksväxter. Inga underarter finns listade i Catalogue of Life.